# میسون ریموند
میسون ریموند (انگلیسی: Mason Raymond؛ زادهٔ ۱۷ سپتامبر ۱۹۸۵) بازیکن هاکی روی یخ اهل کانادا است.
از باشگاه‌هایی که در آن بازی کرده‌است می‌توان به ونکوور کناکز اشاره کرد.